# Summertime (canção de Bridgit Mendler)
"Summertime" é uma canção da cantora de música pop estadunidense Bridgit Mendler, liberado como single promocional com o propósito de divulgar o filme The Secret World of Arrietty, animação japonesa originalmente de 2010 e redublada pela Walt Disney nos Estados Unidos em 2012, pela qual a artista colocou voz na personagem principal. A faixa foi gravada apenas para a versão norte-americana, sendo original da cantora. A canção, lançada em 14 de fevereiro de 2012 nos Estados Unidos pela Walt Disney Records e composta pela própria cantora, está presente apenas como bônus nos extras do DVD e blu-ray do filme, uma vez que não foi lançada uma trilha sonora oficial, não sendo também agregado à nenhum álbum de Bridgit Mendler. 

## Composição
A canção foi composta pela própria cantora apenas por diversão entre os intervalos da dublagem da versão da Walt Disney, no qual colocou voz na personagem principal, baseada na história de The Secret World of Arrietty. Porém a faixa foi ouvida pelos produtores do filme e despertou interesse de inclui-la na trilha sonora, levando Bridgit Mendler um estúdio musical para que fosse gravada na mesma hora, sem avisa-la com antecedencia pelo receio que a cantora não aceitasse grava-la por vergonha se soubesse antes.
| “ | Eu não sabia que estava indo gravar uma canção em primeiro lugar. Eles me falaram sobre isso no caminho para o estúdio. Eu realmente escrevi uma canção para o filme e no fim eles acabaram usando ela. É muito legal isso... Fiquei muito feliz que eles quiseram incluir uma música minha no filme | ” |

## Recepção da crítica

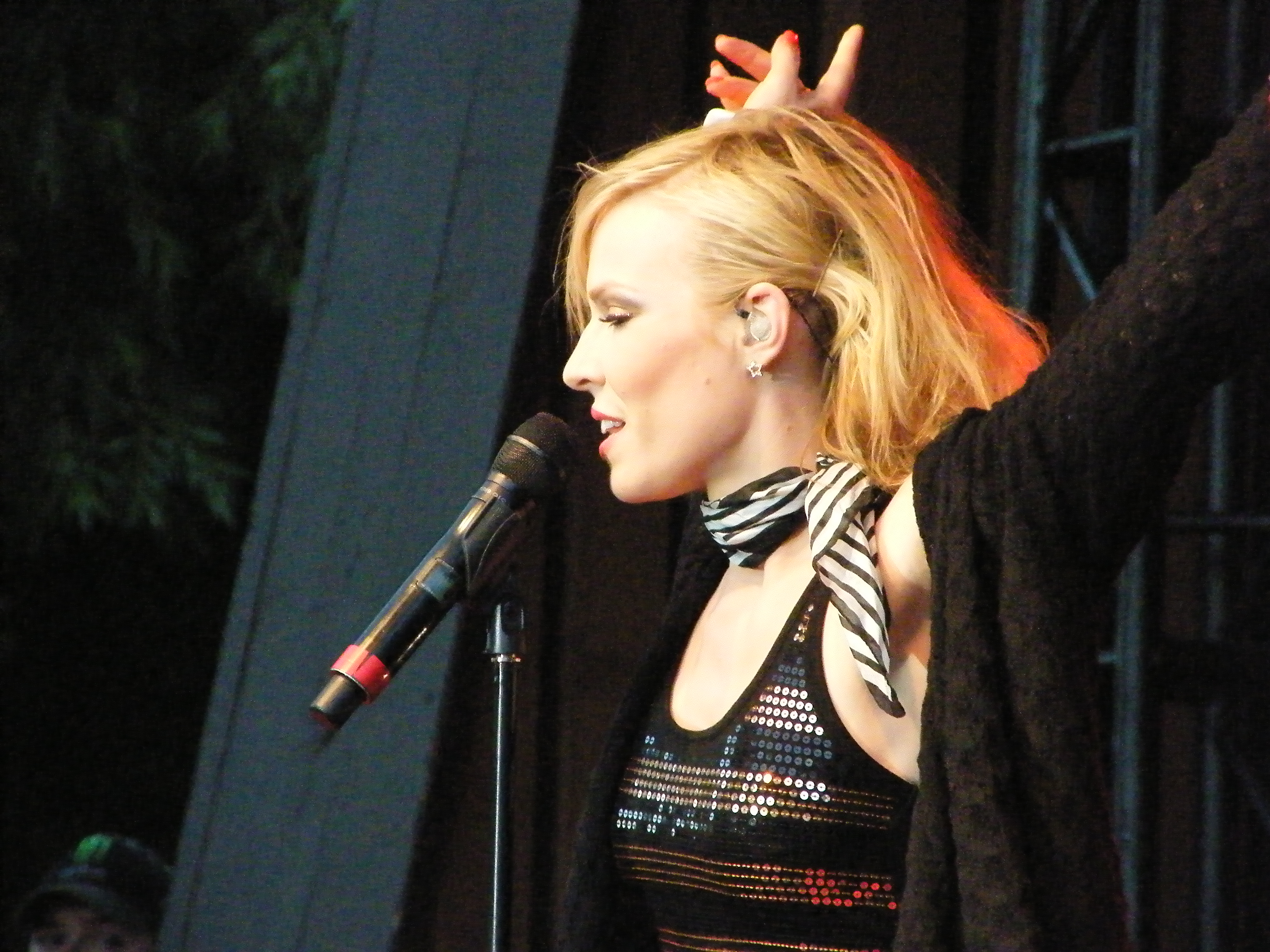
"Summertime" foi comparada às canções de Natasha Bedingfield.

O BSC Kids avaliou a faixa positivamente dizendo que era realmente boa e que deveria haver outras canções de Bridgit Mendler no mesmo estilo de "Summertime" na trilha sonora, declarando ainda bons votos para a faixa ao dizer que: "Gostariamos de ouvir a essa música em um monte de rádios e esperamos que Bridgit decida incluir num futuro álbum". Já o portal Fan Lala foi mais intenso ao declarar amor pela faixa e dizer que ela causa boas sensações, finalizando ao dizer que "Mal podemos esperar para ver mais do próximo trabalho de Bridgit". O Shinigami List deu aval positivo e comparou "Summertime" com canções da britânica Natasha Bedingfield, dizendo que a sonoridade é realmente parecida.
| “ | Parece com as canções de Natasha Bedingfield e sua encantadora sonoridade tipicamente britânica. Honestamente, é como as músicas de Natasha quando elas espalham palavras doces por todo canto. Essa é uma assim. | ” |

## Faixas
| Download digital |              |                 |         |  |
| N.º              | Título       | Compositor(es)  | Duração |  |
| 1.               | "Summertime" | Bridgit Mendler | 3:01    |  |

## Histórico de Lançamento
| Local          | Data                    | Formato                   | Gravadora           |
| -------------- | ----------------------- | ------------------------- | ------------------- |
| Estados Unidos | 14 de fevereiro de 2012 | download digital, Airplay | Walt Disney Records |
| Canadá         | 14 de fevereiro de 2012 | download digital, Airplay | Walt Disney Records |